# Niels Petersen
Niels Knudsen Petersen (Koppenhága, 1885. július 12. – Søllerød, 1961. augusztus 29.) olimpiai ezüst- és bronzérmes dán tornász.
Az 1906. évi nyári olimpiai játékokon indult tornában és csapat összetettben ezüstérmes lett. (később ezt az olimpiát a Nemzetközi Olimpiai Bizottság nem hivatalossá nyilvánította)
Az 1908. évi nyári olimpiai játékokon is indult tornában és csapat összetettben a 4. lett.
Utoljára az 1912. évi nyári olimpiai játékokon indult tornában és egyéni összetettben 34. helyen végzett, valamint csapat összetettben, szabadon választott szerekkel bronzérmes lett.
Klubcsapata a Københavns Gymnastikforening volt.